# Liste d'écrivains africains
Cette liste recense les écrivains africains, classés par pays :

## Algérie
- Dramaturges algériens

## Bénin
- Dramaturges du Bénin (en)

## Botswana
- Barolong Seboni (en), poète[1].
- Caitlin Davies (en)
- Unity Dow, magistrate et écrivain.
- Bessie Head, romancière, journaliste[2].
- Leetile Disang Raditladi (en) (1910–1971), dramaturge et poète[1].
- Moteane Melamu, écrivain et universitaire.
- Andrew Sesinyi, romancier et universitaire.

- Dramaturges du Botswana (en)

## Burkina Faso
- Dramaturges burkinabé

## Burundi
- Écrivains burundais

- Esther Kamatari (1951– )
- Colette Samoya Kirura (1952– )
- Augustin Nsanze (1953- )
- Antoine Kaburahe (1966– )
- Roland Rugero (1986- )

## Cameroun
- Liste d'écrivains camerounais
- Dramaturges du Cameroun (en)

## Cap-Vert
- Littérature capverdienne
- Ébauche de liste d'écrivains capverdiens
- Dramaturges du Cap-Vert (en)

- Germano Almeida (1945– )
- Orlanda Amarílis (1924–2014 )
- Eileen Barbosa (1962-)
- Jorge Barbosa (1902–1971)
- Viriato de Barros (en)
- Corsino Fortes (1933– )
- António Aurélio Gonçalves (1901-1984)
- Manuel Lopes (1907–2005)
- Baltasar Lopes da Silva (1907–1989)
- João Cleofas Martins (1901–1970)
- Yolanda Morazzo (1928–2009)
- Ivone Ramos (1926–2018)
- Henrique Teixeira de Sousa (1919–2006)

## Comores
- Liste d'écrivains comoriens

## Côte d'Ivoire
- Liste d'écrivains ivoiriens
- Dramaturges de Côte d'Ivoire (en)

## Djibouti
- Abdourahman Waberi (1965-), romancier, poète et universitaire[3].
- Mouna-Hodan Ahmed (1972-), romancière de langue française.
- Aïcha Mohamed Robleh (1965- ), dramaturge.

## Égypte
- Dramaturges d'Égypte (en)

## Érythrée
- Hamid Barole Abdu (1953-), écrivain de langue italienne.
- Saba Kidane (1978-), poète de langue Tigrigna.

- Dramaturges d'Érythrée (en)

## Éthiopie
- Haddis Alemayehu (1910-2003)
- Michael Daniel Ambatchew (en) (1967-)
- Afeworq Gebre Eyesus (1868-1947)
- Tsegaye Gabre-Medhin (1936-2006)
- Moges Kebede
- Tadesse Liban
- Dinaw Mengestu (1978-)
- Maaza Mengiste
- Nega Mezlekia (1958-))
- Sahle Selassié (1936-)
- Hama Tuma (1949-)
- Mammo Wudneh (1931-2012)
- Birhanu Zarihun (en) (1933-1987)

- Dramaturges d'Éthiopie (en)

## Gabon
- Liste d'écrivains gabonais

- Bessora (né en Belgique) (1968-), romancier et auteur de nouvelles[3].
- René Maran, (1887-1960), poète et romancier.
- Chantal Magalie Mbazoo-Kassa (née en 1967), poète de langue française et romancière.
- Justine Mintsa (1967-), romancier en langue française.
- Nadège Noële Ango-Obiang, conteur en langue française.
- Vincent de Paul Nyonda (1918-1995), dramaturge et homme politique.
- Maurice Okoumba-Nkoghé (1954-), poète et professeur[3].
- Laurent Owondo (1948-), dramaturge[3].
- Angèle Rawiri (1954-2010), romancière[3].

- Dramaturges du Gabon (en)

## Gambie
- Liste d'écrivains gambiens (en)
- Dramaturges de Gambie (en)

## Ghana
- Liste d'écrivains ghanéens
- Dramaturges du Ghana (en)

## Guinée
- Liste d'écrivains guinéens
- Dramaturges de Guinée (en)

## Guinée-Bissau
- Littérature bissaoguinéenne
- Liste d'écrivains bissaoguinéens
- Dramaturges de Guinée-Bissau (en)

- Amílcar Cabral (1924-1973), agronome, écrivain et homme politique.
- Vasco Cabral (1926-2005)
- José Carlos Schwarz (1949-1977), poète et musicien.
- Fausto Duarte (en) (1903-1953), du Cap - Vert
- Filomena Embalo
- Carlos Lopes
- Hélder Proença
- Abdulai Silla (en)

## Guinée équatoriale
- Littérature équatoguinéenne

- María Nsué Angüe (1945-), romancier et écrivain.
- Juan Balboa Boneke (en) (1938-2014), homme politique et écrivain[3].
- Raquel Ilonbé (en) (1938-1992), écrivain de langue espagnole.
- Juan Tomás Ávila Laurel (1966-), écrivain de la province d'Annobón[3].
- Donato Ndongo-Bidyogo (en)(1950-), écrivain et journaliste[3].

## Kenya
- Culture du Kenya
- Littérature kényane, Kenyan literature (en) (principalement en anglais et en swahili)
- Littérature swahili (en)
- Liste d'écrivains kényans
- Dramaturges du Kenya (en)

## Lesotho
- Culture du Lesotho

- David Cranmer Theko Bereng (1900-), Sotho poète[1].
- Caroline Ntseliseng Khaketla (1918-)[1].
- Simon Majara (1924-), romancier[1].
- Zakea D. Mangoaela (1883-1963), folkloriste[1].
- Thomas Mofolo (1876-1948), romancier[1].
- Atwell Sidwell Mopeli-Paulus (1913-1960), romancier.
- Edward Motsamai (1870-1959), homme politique et écrivain[1].
- Kem Edward Ntsane (1920-), Sotho poète et romancier[1].
- Basildon Peta (en) (1972-), journaliste.
- Everitt Lechesa Segoete (1858-1923), écrivain religieux et social[1].
- Azariele M. Sekese (1849-1930), Basotho auteur et historien[1].
- Joseph IF Tjokosela (c.1911-), écrivain et enseignant catholique[1].

## Liberia
- Littérature au Liberia (en)
- Écrivains du Liberia, Liste d'écrivains libériens (en)

- Edwin Barclay (1882-1955), homme politique et écrivain.
- Thomas E. Besolow (c.1867-?), Écrivain autobiographique[1].
- Edward Wilmot Blyden (1832-1912), né dans les îles Vierges (voir aussi la Sierra Leone), éducateur, écrivain, diplomate et homme politique
- Roland Tombekai Dempster (en) (1910-1965), poète[1].
- Hawa Jande Golakai (1979-)
- Bai T. Moore (en) (1916-), poète, romancier, folkloriste et essayiste[1],[2].
- Wilton GS Sankawulo (en) (1937-2009), homme politique et auteur.
- Vamba Omar Sherif (1973-)

## Libye
- Culture de la Libye
- littérature libyenne (en) (moderne)
- Embryon de liste d'auteurs libyens

- Ahmed Fagih (1942-), romancier[3].
- Mouammar Kadhafi (1942-2011), homme politique.
- Ibrahim Al-Koni (1948-), romancier[3].

- Dramaturges de Libye (en)

## Madagascar
- Liste d'écrivains malgaches
- Dramaturges de Madagascar (en)

## Malawi
- Liste d'écrivains malawites (en)
- Dramaturges du Malawi (en)

## Mali
- Liste d'écrivains maliens
- Dramaturges maliens
- Seydou Badian Kouyaté, Grand Prix des mécènes (GPAL 2017)
- Kadiatou Konaré (1972), politique, ministre, écrivaine, Le Mali des talents : Le guide touristique et culturel, Les Paris des Africains

## Maroc
- Dramaturges du Maroc (en)
- Liste d'écrivains marocains par siècle
  - Écrivains marocains arabophones
  - Écrivains marocains francophones
  - Écrivains marocains hispanophones
  - Écrivains marocains anglophones
  - Femmes de lettres marocaines
- Littérature berbère
- Littérature maghrébine francophone

## Maurice
- Liste d'écrivains mauriciens
- Dramaturges de Maurice (en)

## Mauritanie
- Littérature mauritanienne (et ébauche de liste d'écrivains mauritaniens), dont

- Ibn Razqa (en) (?-1731), poète et savant
- Ahmad ibn al-Amin al-Shinqiti (en) (1863/1872-1913), écrivain de langue arabe.
- Amadou Oumar Bâ (1917-2016), poète
- Moussa Diagana (1946-), écrivain de langue française
- Ibrahima Abou Sall (1950 ?), historien[4]
- Moussa Ould Ebnou (Mūsá Wuld Ibnū, 1956-), arabophone et francophone, nouvelliste, romancier

- Dramaturges mauritaniens (en)
- Romanciers mauritaniens (en)

## Mozambique
- Liste d'écrivains mozambicains

## Namibie
- Liste d'écrivains namibiens

- Hendrik Witbooi (1825c-1905), chef de clan d'une tribu namas
- Hans Aschenborn (es) (1888-1931)
- Lisa Kuntze (de) (1909-2001)
- Hans Daniel Namuhuja (en) (1924-1998), poète
- Bryan O'Linn (en) (1927-2015)
- Sam Nujoma (1929-), Where Others Wavered (en) (2001)
- Cosmo Pieterse (en) (1930-), poète, dramaturge, vivant et travaillant en Afrique du Sud
- Hans Beukes (en) (1930?-)
- Helao Shityuwete (en) (1934-)
- Kosie Pretorius (en) (1935-)
- Dorian Haarhoff (en) (1944-), poète, universitaire
- Helmut Angula (de) (1945-)
- Joseph Diescho (1955-), politique, romancier
- Giselher W. Hoffmann (de) (1958-2016), romancier, en allemand
- Neshani Andreas (1964-2011), romancier
- Anoeschka von Meck (1967-), journaliste et écrivain en afrikaans
- Alfredo Tjiurimo Hengari (en) (1974-)

## Nigeria
- Dramaturges du Nigeria (en)
- Dramaturges igbo (en)

## Ouganda
- Dramaturges d'Ouganda (en)

## République centrafricaine
- Liste d'écrivains de République centrafricaine

## République démocratique du Congo(ancienZaïre)
- Liste d'écrivains de la République démocratique du Congo
- Écrivains congolais (RDC), dont
  - Kama Sywor Kamanda (1952-), écrivain, poète, romancier, essayiste, dramaturge, nouvelliste, conteur et philosophe.
  - Dramaturges de République Démocratique du Congo (en)
  - Dieudonné Asifiwe C., écrivain, poète, essayiste, entrepreneur, conférencier et philosophe contemporain.
  - Frédéric Aganze., écrivain, poète, essayiste et conférencier.

## République du Congo
- Jean-Baptiste Tati Loutard, romancier, poète et homme politique.

## Sahara occidental
- Mohamed Fadel Ismail Ould Es-Sweyih (en) (1958–2002), journaliste, politique.
- Ahmed Baba Miské, politique, diplomate et écrivain.

## Sao Tomé-et-Principe
- Littérature santoméenne
- Écrivains santoméens, dont

- Olinda Beja (1946-), romancier.
- Sara Pinto Coelho (1913-1990), auteur de fiction et dramaturge.
- Caetano da Costa Alegre (1864-1890), poète de langue portugaise[1].
- Mário Domingues (1899-1977), romancier.
- Conceição Lima (1962-), poète en langue portugaise.
- Manuela Margarido (1925-2007), poète en langue portugaise.
- Alda do Espírito Santo (1926-), poète en langue portugaise[3],[1].
- Francisco José Tenreiro (1921-1963), critique littéraire et poète[3],[1].

## Sénégal
- Dramaturges du Sénégal (en)

## Seychelles
- Littérature seychelloise (et ébauche de liste d'écrivains, dont)
- Hilda Stevenson-Delhomme (1912-2001), médecin et femme politique
- Antoine Abel (1934-2004), poète, nouvelliste, romancier..., contes, théâtre, essais[3]
- Magie Faure-Vidot (1958-)[5],[6],[7]
- Christian Servina (1963-), dramaturge

## Sierra Leone
- Dramaturges de Sierra Leone (en)
- Littérature en Sierra Leone (en)
- Écrivains de Sierra Leone

## Somalie
- Littérature somalienne (et ébauche de liste)

- Abdi Sheik Abdi (en) (1942-), écrivain américain.
- Mohamed Diriye Abdullahi (en), linguiste et traducteur.
- Maxamed Daahir Afrax (en), romancier, dramaturge et critique.
- Ayaan Hirsi Ali (1969-), féministe et activiste.
- Ahmed Ibrahim Artan (en), diplomate, écrivain et homme politique.
- Jaamac Cumar Ciise (en), historien de la littérature orale somalienne.
- Waris Dirie (1965-), écrivain autobiographique.
- Cristina Ali Farah (1973-), poète et romancier.
- Nuruddin Farah (1945-), romancier[2].
- Hadrawi (1941-), poète.
- Yasin Osman Kenadid (en) (1919-), spécialiste de la littérature.
- Abdi Kusow (en), chercheur et écrivain.
- Nadifa Mohamed (1981-), romancier.
- Mohamed Haji Mukhtar (en) (1947-), historien et érudit.
- Rageh Omaar (en) (1967-), journaliste.
- Abdi Ismail Samatar (en) (1950-), géographe.
- Ahmed Ismail Samatar (en) (1950-), écrivain et universitaire.
- Said Sheikh Samatar (en) (1943-), érudit et écrivain.
- Abdillahi Suldaan Mohammed Timacade (en) (1920-), poète.
- Cali Xuseen Xirsi (en) (1946-2005), poète.
- Shadya Yasin (en), poète.

- Dramaturges de Somalie (en)

## Soudan
- Dramaturges du Soudan (en)

## Swaziland
- Culture de l'Eswatini

- Modison Salayedvwa Magagula (1958-), dramaturge[3].
- Stanley Musa N. Matsebula (1958), économiste et écrivain[3].
- Elias Adam Bateng Mkhonta (1954-2001), romancier[3].
- Sarah Mkhonza (1957-), romancière, écrivain et journaliste histoire[3].
- Gladys Lomafu Pato, conteuse[3].

## Tanzanie
- Écrivains tanzaniens
- Littérature tanzanienne (en)
- Littérature swahili (en)
- Liste d'écrivains tanzaniens (en)
- Dramaturges de Tanzanie (en)

## Tchad
- Littérature tchadienne
- Liste d'écrivains tchadiens
- Dramaturges du Tchad (en)

- Marie-Christine Koundja (1957-), romancière et diplomate.
- Koulsy Lamko(1959-), dramaturge, poète, romancier et professeur d'université.
- Joseph Brahim Seid (1927-1980), écrivain et homme politique[1].
- Ahmat Taboye (en), critique littéraire.

## Togo
- Liste d'écrivains togolais
- Littérature togolaise

## Tunisie
- Liste d'écrivains tunisiens
- Liste de scientifiques tunisiens

## Zambie
- Littérature zambienne

- Ellen Banda-Aaku (en) (1965-), fiction, livres pour enfants.
- Kenneth Kaunda (1924-), nationaliste et écrivain[3].
- Chibamba Kanyama (en), journaliste et écrivain d'affaires.
- Andreya Sylvester Masiye (1922-), diplomate et romancier.
- Dominic Mulaisho (1933-2014), romancier[3],[2].
- Charles Mwewa, poète et non-fiction écrivain.
- Zindaba Nyirenda, romancière.
- Field Ruwe (en) (1955-), éducateur, historien, praticien des médias, auteur (fiction et non-fiction).
- Namwali Serpell (1980-), fiction.
- Monde Sifuniso (en) (1944-), rédacteur en chef, éditeur, auteur (fiction et non-fiction).
- Binwell Sinyangwe (1956-)

## Zimbabwe
- Littérature du Zimbabwe (ébauche)
- Liste d'écrivains zimbabwéens (en)
- Dramaturges du Zimbabwe (en)

## Source de la traduction
- (en) Cet article est partiellement ou en totalité issu de l’article de Wikipédia en anglais intitulé « List of African writers by country » (voir la liste des auteurs).